# 飢餓遊戲 (電影)
《飢餓遊戲》是2012年美國奇幻冒險電影，由蓋瑞·羅斯執導，根據蘇珊·柯林斯的同名小說《飢餓遊戲》改編而成，是飢餓遊戲電影系列的第一部，珍妮佛·勞倫斯、喬許·哈卻森、連恩·漢斯沃、伊丽莎白·班克斯、伍迪·哈里森、史丹利·圖奇、藍尼·克羅維茲以及唐纳德·萨瑟兰主演。
電影於2012年3月21日在法國、比利時、荷蘭及菲律賓等國上映，香港于3月22日、美國和台灣於3月23日、中国大陆于6月14日上映。

## 劇情
故事內容背景為一個位於北美洲的一個反烏托邦的虛構國家「施惠國」，由史諾總統統治12個行政區。施惠國為了維持恐怖的統治制度以及鎮壓人民，他們有一個作為懲罰過去在第13區的起義及平息社會叛亂，以及用來瓦解地區的方法，每個行政區必須提供兩個「貢品」— 通過抽籤選定12至18歲的男孩和女孩各一人，投身於年度盛會，每年必須在電視直播的《飢餓遊戲》中競爭，他們必須在一個廣闊舞台上戰鬥至死，唯一倖存者在最後將會獲得名與利。
在「抽籤日」上，居住在12區的16歲少女凱妮絲·艾佛丁是第74屆飢餓遊戲的志願參賽者，她冒死代替最初被選中與她相依為命的12歲妹妹櫻花草參賽，她與同齡的男參賽者比德·梅爾拉克，是當地的麵包店的少東，他曾在凱妮絲挨餓時給她兩塊麵包，自此開啟了故事的序幕。他們倆由監護人艾菲·純克特和導師黑密契·阿勃納西護送到國會大廈。黑密契是12區的前勝利者，是一名酒鬼。黑密契很重視二人獲得贊助商的垂憐，因為贊助商能提供比賽期間的食物及資源，以至增加二人存活的機率。在一系列的訪問之中，比德公開表達自己對凱妮絲的愛意，她最初採取的態度是無法接受，但黑密契與比德稱是為了獲取贊助商青睞的策略，但後來凱妮絲才發現比德確實愛上了自己，而他的愛是如此誠摯的。在訓練期間，凱妮絲觀察到職業貢品賽之中來自第1區和第2區的馬維爾、閃爍、卡圖和克菈芙，從小便進行非法的訓練，有較多的勝利機會，同時史諾總統擔心人氣高企的凱妮絲被求愛時的人氣繼續飆升，下令遊戲管理員希尼卡·克藍，確保她不能繼續下去為止。
比賽開始時，凱妮絲不理黑密契的告誡，嘗試從豐饒角的中心爭奪物資，那裡充滿有用的物資，她拼命拿到一個背包，利用內裡的裝備，加上極強的求生能力，使她在狹窄的地點能避免被殺，而近半的參賽者在最初的近戰中被殺。凱妮絲嘗試盡可能遠離其他對手，然而希尼卡·克藍直接指示他的手下控制及觸發競技場上的突發災難迫使她腹背受敵。她走進河邊（從第1區和第2區訓練有素的競爭對手），那裡與比德結盟的人，包括力大無窮的卡圖、擅耍飛刀且心狠手辣的女孩克菈芙、以及另一用弓的女孩閃爍，比德誤導他們來保護凱妮絲。後來，凱妮絲爬到樹上，發現到來自第11區的黑人女孩芸，她匿藏在鄰近的樹上，她提醒凱妮絲砍掉樹上的有劇毒的追蹤殺人蜂蜂窩，並螫死閃爍且迫使其他人離開樹下。 凱妮絲拿走原先閃爍使用的弓箭，但凱妮絲的手部及頸部亦遭到殺人蜂重創，中毒昏迷了幾天，期間芸一直在她身邊照料陪伴，因此二人結下深厚的友誼。她們二人制定了一個計劃，由芸引開聯盟成員，再由凱妮絲暗中破壞聯盟成員所囤積的裝備和補給，使當中的各參賽者之間互不信任。凱妮絲破壞物資後折返，卻發現馬維爾把芸困在陷阱裡，凱妮絲以弓箭把他擊斃，但他在凱妮絲能救到芸之後就以標槍殺死她。凱妮絲悲痛萬分，她用花朵把芸安葬，然後為芸的離去而作出哀悼，確保廣播能夠捕捉到她悲傷的畫面。第11區的人民隨著凱妮絲的反應，引起了嚴重民憤，人們紛紛開始暴動以反對現有的社會秩序，導致史諾總統警告希尼卡·克藍表示這事件並非《飢餓遊戲》的好預示。
與此同時，黑密契利用自己在首都的人脈關係，力勸史諾總統修改比賽規則，允許同一地區可以有兩名優勝者，由於凱妮絲與比德的戀情已經成為全城焦點所在，兩位勝出者能讓《飢餓遊戲》變得更有趣，這樣亦能夠避免更大規模的民怨。其實黑密契的的原意並非如此，他只希望凱妮絲與比德能夠一起存活。隨後比賽規則罕有地作出變更的廣播，規定勝出者必須來自同一地區，凱妮絲馬上到處找尋比德，發現他從河邊逃離之後被卡圖砍傷了腿。他們逃至安全的地方後，凱妮絲在照顧比德時向他表達了對他的愛意，這個畫面得到了贊助商的欣賞。此時比賽場地進行第二次廣播，表示將有額外的補給品供參賽者使用。凱妮絲取補給藥物的時候，被克菈芙突襲且與她發生肉搏，再欲殺死凱妮絲時說到芸的死，恰巧被同樣來自第11區的男孩打麥聽到，殺死克菈芙並表示是為了芸才救凱妮絲。之後，凱妮絲用補給品裡的藥治好了比德，並為比賽最後的幾個小時作出準備。
由於聯盟成員相繼被殺，最後剩下卡圖一人。凱妮絲和比德發現第5區的狐狸臉因誤吃有毒的莓果而死。由於希尼卡·克藍和手下為了加入比賽的難度，把幾隻變種狼放到比賽場地之中，攻擊場內的參賽者，打麥也被變種狼的襲擊而死。最後比賽只剩下卡圖、比德和凱妮絲。凱妮絲和比德被變種狼追逼至豐饒角，二人在那裡碰到卡圖，經過一番肉搏後，卡圖威脅凱妮絲在死之前也要殺了比德。之後凱妮絲以箭射穿卡圖的手，卡圖便被比德推下去，在被變種狼吃掉前請求凱妮絲殺了他以結束他的痛苦，最後生還參賽者只剩下凱妮絲以及比德，他們倆也認為自己是勝利者而開心的擁抱。旭日初升，場地再響起第三次廣播，比賽規則重新修改，希尼卡·克藍只允許有一名勝出者。
凱妮絲最後說服比德決定一起吃下毒莓果（Nightlock）自殺，這反常規造成施惠國的人民不滿，控訴遊戲的人性泯滅、以及首都的暴政，在準備吞下那些毒莓果時，希尼卡·克藍又再改變主意，因為二人雙雙自殺會破壞飢餓遊戲的名聲，將會無人能夠成為勝利者。最終，廣播不出所料地宣布比賽結束，二人同時成為第74屆飢餓遊戲的勝利者。比賽結束後，凱妮絲與比德成為了民族英雄，但黑密契卻提醒她指公然違抗遊戲規則的行為會替自己招來更多更強大的敵人，而史諾總統卻因為凱妮絲與比德的事不得逞而命令希尼卡·克藍服毒莓果自盡。
正當凱妮絲與比德凱旋返回第12區，他們倆得到人們英雄式般的熱烈歡迎，而史諾總統對於二人的成功憤怒並痛恨凱妮絲，開始深思下一步行動，而國會地區的權貴們也為了維護他們的權益展開新的行動。

## 演員
| 演員                                | 角色                                       | 備註 |
| 珍妮佛·勞倫斯 Jennifer Lawrence     | 凱妮絲·艾佛丁 Katniss Everdeen             | 女主角，為代替妹妹櫻草花而志願成為第74屆飢餓遊戲參賽者，後來與比德相戀，並成為抗爭的代表人物。象徵物為學舌鳥。  |
| 喬許·哈契遜 Josh Hutcherson         | 比德·梅爾拉克 Peeta Mellark                | 男主角，第74屆飢餓遊戲的參賽者，喜歡凱妮絲並與她相戀，無意煽動對抗施惠國的獨裁政府。                            |
| 連恩·漢斯沃 Liam Hemsworth          | 蓋爾·霍桑 Gale Hawthorne                   | 第二男主角，是凱妮絲的青梅竹馬與打獵的好夥伴，喜歡凱妮絲，很照顧凱妮絲的妹妹小櫻                                |
| 伊丽莎白·班克斯 Elizabeth Banks     | 艾菲·純克特 Effie Trinket                  | 都城指派的遊戲監護人，負責監督及照顧凱妮絲與比德。                                                              |
| 伍迪·哈里森 Woody Harrelson         | 黑密契·阿勃納西 Haymitch Abernathy         | 飢餓遊戲的前冠軍，作為凱妮絲及比德的導師。                                                                      |
| 唐納·蘇德蘭 Donald Sutherland       | 史諾總统 Coriolanus Snow                   | 施惠國國會的獨裁統治者，在毒苺果事件後時常關注凱妮絲。                                                          |
| 韋斯·本特利 Wes Bentley             | 希尼卡·克藍 Seneca Crane                   | 第74屆飢餓遊戲的遊戲設計師，因為凱妮絲和彼得雙雙存活造成史諾總統不滿，在遊戲結束後被史諾總統賜死。              |
| 史丹利·特治 Stanley Tucci           | 凱薩·富萊克曼 Caesar Flickerman            | 跟克勞帝亞斯·坦普史密斯是飢餓遊戲的裁判及評述員。                                                               |
| 陶比·瓊斯 Toby Jones                | 克勞帝亞斯·坦普史密斯 Claudius Templesmith | 跟凱薩·富萊克曼同樣是飢餓遊戲的宣布者和評述員。                                                                 |
| 薇洛·西爾德斯 Willow Shields        | 櫻花草·艾佛丁 Primrose Everdeen            | 凱妮絲·艾佛丁12歲的妹妹，䁥稱櫻。是凱妮絲最親愛的人。                                                           |
| 葆拉·馬爾科姆森 Paula Malcomson     | 艾佛丁太太 Mrs. Everdeen                   | 凱妮絲和櫻花草的媽媽。因丈夫過世而精神不好。                                                                    |
| 亞歷山大·路德韋格 Alexander Ludwig  | 卡圖 Cato                                  | 來自第2區的第74屆飢餓遊戲男參賽者，在被變種怪物咬死前求乞凱妮絲用弓箭射死自己。                                 |
| 藍尼·克羅維茲 Lenny Kravitz         | 秦納 Cinna                                 | 負責第74屆十二區參賽者服裝設計師，凱妮絲的朋友。                                                                |
| 伊莎貝拉·弗爾曼 Isabelle Fuhrman    | 克菈芙 Clove                               | 來自第2區的第74屆飢餓遊戲女參賽者，被打麥撞擊頭部而死。                                                         |
| 賈桂琳·愛默生 Jacqueline Emerson    | 狐狸臉 Foxface                             | 來自第5區的第74屆飢餓遊戲女參賽者，因誤食毒苺果而死。                                                           |
| 利文·愛麗絲·蘭賓 Leven Alice Rambin | 閃爍 Glimmer                               | 來自第1區的第74屆飢餓遊戲女參賽者，被追蹤殺人蜂螫死。                                                           |
| 傑克·奎德 Jack Quaid                | 馬維爾 Marvel                              | 來自第1區的第74屆飢餓遊戲男參賽者，被凱妮絲以箭射殺。                                                           |
| 雅曼德拉·史坦柏 Amandla Stenberg    | 芸 Rue                                     | 來自第11區的第74屆飢餓遊戲女參賽者，與凱妮絲在遊戲中結下深厚的友誼，被第1區參賽者馬維爾的標槍擊中腹部傷重而死。 |
| 戴奧・歐柯奈伊 Okeniyi              | 打麥 Thresh                                | 來自第11區的第74屆飢餓遊戲男參賽者。被變種怪物咬死。                                                            |

## 製作
在2009年3月，獅門娛樂與妮娜雅各布森的公司色彩力量訂立《飢餓遊戲》的聯合製作協議，該公司在協議的幾星期前已購得該小說的全球發行權，據報指金額約$200,000美元。獅門娛樂的總裁艾利‧席爾慕及電影製作部高級副總裁占姆·米勒負責監督電影的製作，他們將它形容為「一個令人難以置信的財產......興奮帶回來給獅門娛樂」。該工作室有五年並未賺得利潤，搜查其他生產和出售資產，以確保預算為$88,000,000美元，是有史以來最大筆的支出。小說作者蘇珊·柯林斯的經理人傑森·戴維斯指出：「他們 (獅門娛樂)有很多工作人員，但只派其他人聯絡我們」，來保障專營權。獅門娛樂隨後在美國北卡羅來納州拍攝電影而獲得了800萬美元的稅收減免。製作最終在預算之內以$78,000,000美元完成。
柯林斯與編劇比利·雷和導演蓋瑞·羅斯合作為電影親自把小說改編，劇本仍然極為忠於原著，導演說他「覺得讓電影真正成功的唯一途徑是要完全的主觀」，與柯林斯在小說中第一人稱當前的演繹互相呼應.。相反在凱妮絲對於陰謀詭計的內心獨白，劇本擴展到飢餓遊戲總遊戲設計師希尼卡·克藍的角色，他允許一些發展直接向觀眾展示。羅斯解釋說，「在小說中，凱妮絲推測遊戲設計者的操控...在電影中，我們不能進入凱妮絲的思緒，但我們有能力裁掉，還有它實際上表達了國會的幕後陰謀。我創造了飢餓遊戲的控制中心，亦為了那些原因擴展了希尼卡·克藍的角色。我認為這全部都很重要。」羅斯還增加了希尼卡·克藍與史諾總统的場景，他指出：「我認為這是非常有趣的是，這裡會有一代的施惠國人民都知道飢餓遊戲實際上是政治控制的工具，並且連續有幾代人會迷戀評級和對演藝圈有感覺，以及這奇觀被歸納為實際的政治意圖，這就是真正在那裡張力所在。」
在飢餓遊戲的控制中心，小說中的凱妮絲在那裡只能推測，那裡也發展為一個位置去幫助觀眾，提醒他們那是人工自然的競技場。羅斯評論說，「電影中這麼多的場景發生在樹林中，它很容易被忘記是在一個未來派的世界，為了觀眾而操蹤這些事情。控制中心的外觀，它抗菌的感覺與使用激光製作的立體全息圖，都旨在讓競技場的感覺很概念性的，即使你沒有見到那控制室。」羅斯與視覺特效總監希娜·道格爾都熱衷於運用無所不知的觀點
提供的設置是用以它在字面上證明凱妮絲這天外救星在競技場的經歷；道格爾解釋說「我們真的不想有需要解釋的東西...你怎麼逼迫這些『動物』只出現於電影的尾段？我們希望找到一個可以在無需具體說明的方法下介紹它們是甚麼，而控制室就是一個真正的機會讓我們能夠做到這一點。」

### 選角

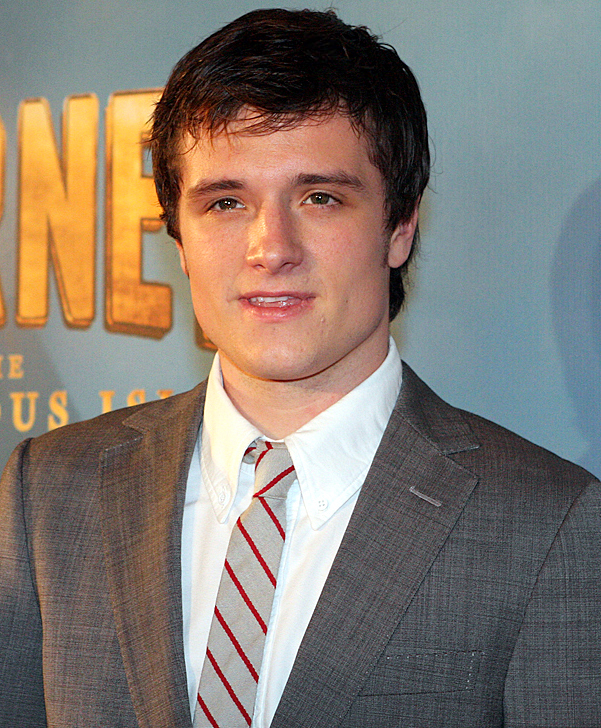
喬許·哈契遜於電影中飾演比德·梅爾拉克。

獅門娛樂於2011年3月證實有大約有30位女演員經已完成試鏡或看過女主角凱妮絲·艾佛丁的角色，當中包括海莉·史坦菲德、艾碧·貝絲琳、艾瑪·羅伯茲、瑟夏·羅南、嘉兒·莫蕊茲、祖蒂·弗蘭、琳德茜·馮塞卡、艾美莉·布朗寧、莎蓮·活莉以及凱亞·絲柯黛蘭莉歐。2011年3月16日，電影公司宣布由珍妮佛·勞倫斯得到讓人夢寐以求的角色。導演描述她有那種「令人難以置信的自信，你會感覺得到這個女孩知道她是誰，然後她走進來讀給我聽，這使我目瞪口呆；我從未見過那樣的試鏡，這就是你只是一看，整齣電影就在你眼前一樣。」
儘管勞倫斯在拍攝前已是20歲，比她的角色年長了4歲，柯林斯說角色的需要「有一定程度的成熟與力量」，並指女演員成熟的比年輕的好。她補充說勞倫斯是「唯一一個能捕捉到我寫在小說中角色的神髓」，並且指她有「演繹凱妮絲的每個重要和必須的質素」。勞倫斯作為這小說的書迷，花了三天的時間來接受角色，她最初被電影製作的規模嚇倒。
飾演男主角比德·梅爾拉克方面，除了喬許·哈契遜以外，爭奪者還包括亞歷山大·路德韋格 (他後來飾演卡圖)、亨特·帕里什、盧卡斯·提爾和埃文·彼得斯。對於飾演蓋爾·霍桑的演員，包括大衛·亨利、德魯羅伊及羅比·艾梅爾。2011年4月，約翰·C·韋利與獅門娛樂的會談，討論飾演黑密契·阿勃納西一角。在隨後的一個月，獅門娛樂宣布此角色由奧斯卡提名人伍迪·哈里森飾演。其他角色方面，凱薩·富萊克曼是由史丹利·特治飾演，陶比·瓊斯飾演克勞帝亞斯·坦普史密斯，藍尼·克羅維茲飾演秦納。2011年5月下旬，史諾總统的角色落實由多項金球獎得主當奴·修打蘭飾演。

### 拍攝

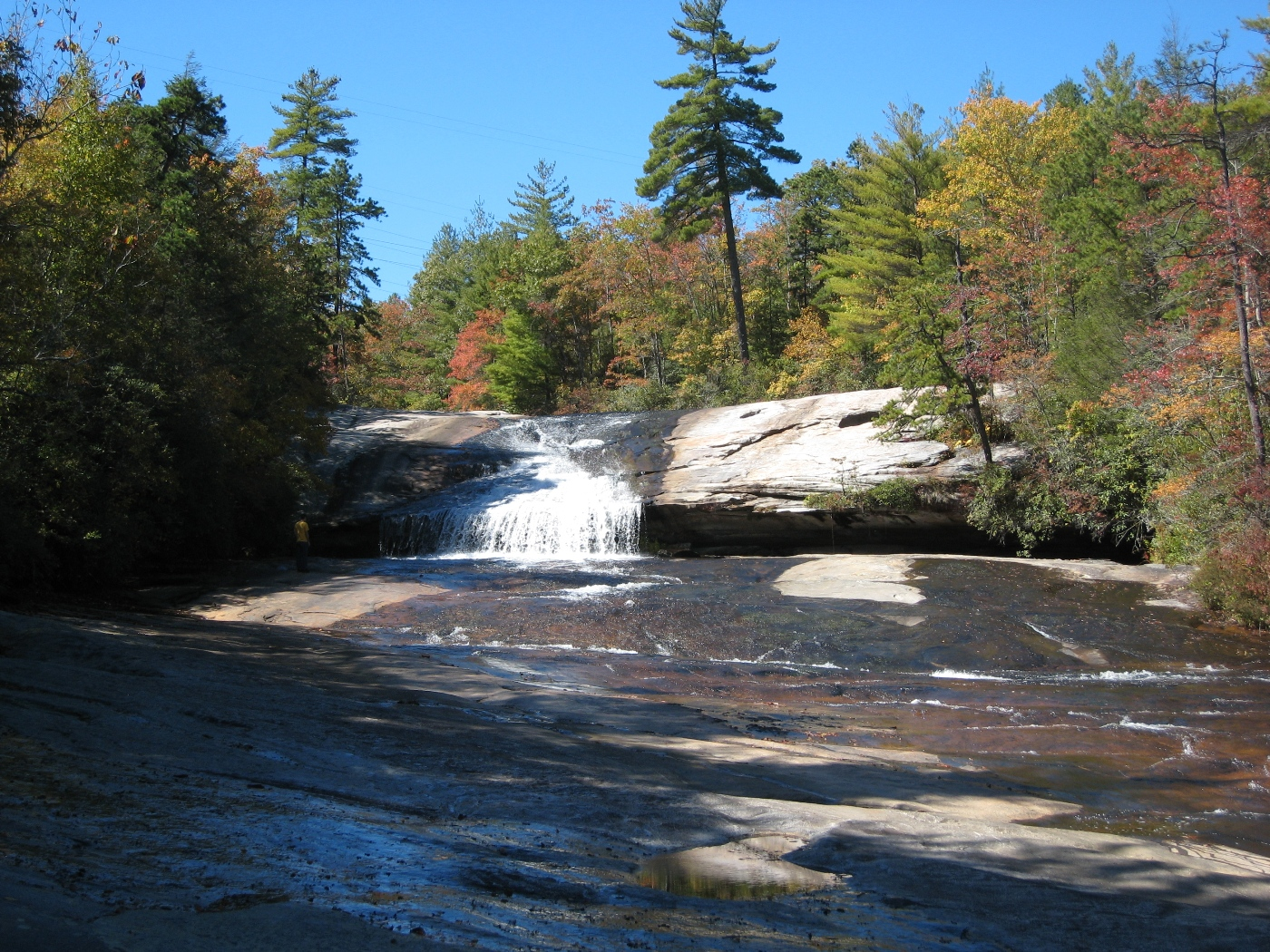
凱妮絲追蹤比德的場景攝於美國杜邦國家森林公園的新娘面紗瀑布。

2010年11月，蓋瑞·羅斯成為此電影的導演，消防員基金保險公司為製作保險承保，但作為承保過程的一部分，他們堅持為隱患進行一個全面的風險分析，如各不相同任性的箭、毒藤、熊、昆蟲、以及在急速的流水中追逐。
珍妮佛·勞倫斯把自己金色的頭髮染成凱妮絲的深色，她還接受全面的訓練，來塑造角色的身型，訓練包括射箭、攀石和爬樹、格鬥、跑步、跑酷及瑜伽，而在她為期六周的訓練階段中，最後那天出了個意外，她全速跑步時撞向牆壁，但傷勢並不嚴重。其他為電影把頭髮染深的包括飾演比德·梅爾拉克的喬許·哈契遜和飾演蓋爾·霍桑的連恩·漢斯沃。獅門娛樂聘請了弓箭手 (以及奧運會銅牌得主) 哈圖娜-洛裡格教勞倫斯怎樣射箭。
2011年5月，主要拍攝以初步預算的$75,000,000美元開拍，拍攝主要在北卡羅來納州西部特蘭西瓦尼亞縣的布裡瓦德鎮 (Brevard) 附近開拍，大多數外景是攝於亨德森縣與特蘭西瓦尼亞縣之間的杜邦國家森林公園，公園佔地40平方公里，攝製隊在該處拍攝第11區暴亂的場面。由於部分拍攝時間表的緊密，這部電影是以菲林膠卷拍攝而非數碼制式。導演羅斯在《紐約時報》的訪問時說，「我不想經常有數碼拍攝帶來技術問題的風險—我們根本負擔不起任何的延誤」。拍攝於2011年9月15日完成，最終預算報告在$90,000,000美元至$100,000,000美元之間，補貼後減少了$78,000,000美元，史蒂文·索德伯格擔任第二單元導演。
實際上所有攝影製作都在北卡羅萊納州進行，獅門娛樂收到當地州政府的$8,000,000美元稅收抵免。據福布斯雜誌估計，國營經濟從製作獲得了高達6,000萬美元，有5,000人獲聘為群眾演員、劇組工作人員及支援人員。大部分的戶外場景，包括12區的郊外和競技場，那些都是攝於杜邦國家森林公園；那些北卡羅萊納州河流，以及當中的瀑布，為拍攝走過競技場的場景：製作團隊在三重瀑布頂部建立了一條橫跨行人道讓勞倫斯飾演的凱妮絲能在急流中奔跑。
許多都市和內部地區，在國會大廈和其他地方，都是在謝爾比市和夏洛特市拍攝的；其他場景就是在阿什維爾取景拍攝的。導演羅斯與美工設計師菲爾·梅西在設計國會大廈的建築時，他們借鑒了1939年的紐約世界博覽會和包括天安門廣場和紅場的政治權力象徵，以希望「設置為未來但有它自己過去的感覺...這是一種歡慶的和誘人的以及放縱的和墮落的，但它也有那種權力背後的可能性 」。對於凱妮絲在第12區的鄰里，製作團隊找到亨利河水磨小村，導演羅斯說「只是為電影完美地工作來喚起場景的感覺」；梅西納解釋指，「我們原本談到可能要建一個房子和隔壁的房子的門面並重新調整它，也許可以做一些CG延伸...我們最終找到一整個廢棄的水磨鎮...這絕對是完美的」。
至於服裝設計，茱迪安娜·馬科夫斯基與她的團隊看過很多50年代煤炭開採地區美國感覺的照片。當時的構思是想為每個角色創造獨特的服飾來強烈區分國會與地區人民 。灰色和藍色是地區盛行的色調，而國會大廈的人都會選擇色彩明亮誇張的帽子、花、褶邊、粉末狀白色和眉毛很少甚至沒有眉毛的面孔。

### 音樂

#### 原聲碟
《飢餓遊戲》的原聲專輯包含的歌曲，靈感來源自電影；當中只有三首歌曲出現在電影的片尾字幕部分，歌曲分別是：《亞伯拉罕的女兒 (Abraham's Daughter)》、《安然無恙 (Safe & Sound)》以及《大國降臨 (Kingdom Come)》。電影的原聲專輯首支單曲，由泰勒·斯威夫特主唱，跟二人樂隊內戰(樂隊)伴唱的《安然無恙》，歌曲於2011年12月23日發布，它在發布的12小時內登上iTunes的總排行榜榜首，而歌曲的MV於2012年2月13日發布。除了泰勒·斯威夫特與內戰的歌曲外，原聲專輯也有歌曲由十二月黨、拱廊之火、二人組合秘密姊妹花、米蘭達·蘭伯特與安妮絲手槍樂隊合唱的歌，還有內蔻·凱斯，小孩安迪、奧斯卡獎得主格倫·漢塞德、三人組合低頌歌、衝撞兄弟樂隊、Birdy、Maroon 5、傑姆·迪伊和卡羅萊納黑人少女樂隊 。原聲專輯於2012年3月20日發布，專輯曲目在2012年2月13日於iTunes上披露，並於翌日(14日)發布第二首單曲《一個發動機 (One Engine)》。珍妮佛·勞倫斯主唱的《芸的搖籃曲 (Rue's Lullaby)》並沒有收錄其中。該專輯首度榮登告示牌200大專輯榜第一位，推出首周已售出175,000張。這是繼米高·積遜的《This Is It》首發即登冠軍的記錄後的第一張專輯，這是告示牌200大專輯榜的史上榮登冠軍的16張原聲碟之一。

#### 配樂
| 評論得分           | 評論得分 |
| 來源               | 評分     |
| ------------------ | -------- |
| Allmusic           | [ 58 ]   |
| Film Score Reviews | [ 59 ]   |

獅門娛樂最初宣布丹尼·葉夫曼與T骨伯內特將為《飢餓遊戲》製作配樂，T骨伯內特還擔任該片的音樂製作總監，為電影配樂製作歌曲。由於檔期的衝突，他的位置由詹姆斯·紐頓·霍華取代。配樂專輯於2012年3月26日推出。
拱廊之火也為電影的配樂作出貢獻，該樂隊作曲了一首隆重的、法西斯主義的啟發、不祥的施惠國國歌，題為《豐盛的號角》，一個重要和標誌的主旋律出現在整個電影中。「我們非常有興趣做音樂，這是在電影中更不可或缺的部分，只是作為一種腦力鍛煉」。跟夏莎妮 (Chassagne) 一起作曲的巴特勒 (Butler)，他逐解釋：「這裡還有一首歌在小說之間貫穿，法西斯國會的國歌。因此，作為一個腦力鍛煉，我們寫一些聽起來相似的東西，這基本上就是像國會本身的想法。」他進一步補充說：「這不是一首流行曲或任何東西，更可能如在盛大的體育盛事的會歌播放，就如飢餓遊戲，所以我們為此做了一個架構，然後詹姆斯·牛頓·霍華德用它製成電影配樂，用於電影的幾個地方。」
| 曲序     | 曲目                                               | 时长  |
| -------- | -------------------------------------------------- | ----- |
| 1.       | 飢餓遊戲 (The Hunger Games)                        | 1:10  |
| 2.       | 凱妮絲的行動 (Katniss Afoot)                       | 1:49  |
| 3.       | 收割日 (Reaping Day)                               | 1:35  |
| 4.       | 訓練 (The Train)                                   | 1:27  |
| 5.       | 進入到國會大廈 (Entering the Capitol)              | 2:28  |
| 6.       | 準備雙輪戰車 (Preparing the Chariots)              | 1:05  |
| 7.       | 豐饒角 (Horn of Plenty)                            | 1:59  |
| 8.       | 樓頂公寓/訓練 (Penthouse/Training)                 | 3:36  |
| 9.       | 學習技能 (Learning the Skills)                     | 1:41  |
| 10.      | 倒數 (The Countdown)                               | 1:58  |
| 11.      | 設置陷阱 (Booby Trap)                              | 2:37  |
| 12.      | 治癒凱妮絲 (Healing Katniss)                       | 3:04  |
| 13.      | 送別小芸 (Rue's Farewell)                          | 5:00  |
| 14.      | 我們能夠回家 (We Could Go Home)                    | 1:15  |
| 15.      | 尋找比德 (Searching for Peeta)                     | 1:27  |
| 16.      | 洞穴 (The Cave)                                    | 3:13  |
| 17.      | 基因突變 (Muttations)                              | 4:45  |
| 18.      | 微弱的勝出者/回家 (Tenuous Winners/Returning Home) | 3:25  |
| 总时长： | 总时长：                                           | 42:16 |

## 政治
本片具有强烈的政治色彩，对于左翼派、右翼派以及自由主义派的政治论据都有着不同的诠释。有评论家指出，该电影反映了当今很多国家的人民普遍对政府不信任的情绪，害怕被当权者控制奴役和没有人权。

## 評價
烂番茄新鲜度84%，Metacritic上49家媒体综评68分，IMDb獲得7.2分，獲得大量好评。
代表性評價有：“不論是動作設計、寓言深度、還是視听效果，本片都是自《駭客任務》后最好的科幻作品，……它通过细腻的腳本、動人的情感，以及精密地制作赢得觀眾”，“本片彻底改變了原著“通俗青少年科幻”的定位，（实現這些）不仅仅是通过對影片主题忠實地探索，更是源自于對主题深度廣泛地共嗚”，“本片成功地做到这样一種平衡：既保證了原著神髓的原汁原味，又不輸娱樂性的全方位需求，從而達成影片的整體出彩”；另外女主角珍妮佛·勞伦斯的表演获得了积极肯定：“通篇都用你的眼睛盯住劳伦斯，正是她所扮演的女英雄将本片推向了正确的道路。而在其他影片中，这样的任务大多会由一名俊帥男子担任”。

## 票房
在3月23日的美國午夜場中，本片票房達到1970萬美元，寫下美國影史非續集電影於午夜場的第一高票房（含續集電影計算的第七高票房），也是獅門（Lionsgate）電影公司史上最高的發片票房。
《飢餓遊戲》在港美兩地同成票房冠軍，3月23日連同3月24日的午夜場，該片在美國共收取約5.32億港元，票房為次席《21 Jump Street》十倍，並成為歷來美國非續集電影的最佳開畫成績。
首周末三日收获高达1.55亿美元，位列三月开画票房榜、春季档开画票房榜第一位，以及影史开画票房榜第三位，仅次于《哈利波特－死神的聖物2》的1.69亿与《黑暗騎士》的1.58亿；次周末收获6110万蝉联冠军；第三周末收获3350万完成三连冠；第四周末收获2150万四连冠，成为《阿凡达》之后的美国首部票房四连冠电影。北美累计4.08亿美元，全球票房6.91亿。
| 上一届： 《龙虎少年队》 | 2012年美國週末票房冠軍 第12、13、14和15周 | 下一届： 《像男人一样思考》 |
| 上一届： 《桃姐》       | 2012年台北週末票房冠軍 第12、13、14週     | 下一届： 《超級戰艦》       |
| 上一届： 《大追捕》     | 2012年香港週末票房冠軍 第12週             | 下一届： 《春嬌與志明》     |

## 外部連結
- 互联网电影数据库（IMDb）上《饥饿游戏》的资料（英文）
- AllMovie上《饥饿游戏》的资料（英文）
- Box Office Mojo上《饥饿游戏》的資料（英文）
- 爛番茄上《饥饿游戏》的資料（英文）
- Metacritic上《饥饿游戏》的資料（英文）
- 開眼電影網上《飢餓遊戲》的資料（繁體中文）
- 豆瓣电影上《飢餓遊戲》的資料 （简体中文）